# Астахов, Сергей Виконтович
Серге́й Вико́нтович Аста́хов (фамилия при рождении — Козлов; род. 28 мая 1969, Красный Лиман, Панинский район, Воронежская область, РСФСР, СССР) — российский актёр театра и кино. Лауреат российской театральной премии «Чайка» (2001).

## Биография
Сергей Виконтович Астахов (фамилия при рождении — Козлов) родился 28 мая 1969 года в деревне Красный Лиман Воронежской области в семье военнослужащего. В 1986 году окончил среднюю школу в п. Монгохто Ванинского района Хабаровского края.
В 1989 году, после прохождения воинской службы в рядах Советской армии (два года служил в танковой дивизии под Горьким), поступил на актёрское отделение Воронежского государственного института искусств, который окончил в 1995 году.
С 1993 года по 1996 год — актёр Воронежского камерного театра.
В 1999 году переехал из Воронежа в Москву, где, сменив фамилию на более благозвучную (девичью фамилию матери) — Астахов, работал в театрах «Et Cetera» и «Сатирикон».
В 2009 году принял приглашение художественного руководителя Московского драматического театра имени К. С. Станиславского Александра Галибина сыграть роль Гектора в новой постановке «Троянской войны не будет» по пьесе Жана Жироду. Также играет Роберта в антрепризе «Не будите спящую собаку» (по произведению английского драматурга Джона Бойнтона Пристли), поставленной режиссёром Ольгой Шведовой.
В 2011 году участвовал в реалити-шоу Первого канала «Специальное задание» и дошёл до финала (4-е место), по итогам проекта награждён медалью «За укрепление боевого содружества».
В июле 2014 года снялся в рекламном ролике пива «Сибирская корона» вместе с американским актёром Дэвидом Духовны.

## Общественная деятельность
Поддержал вторжение России на Украину.

### Личная жизнь
В 1989 году, во время учёбы в Воронежском государственном институте искусств, познакомился со своей будущей женой Натальей Комардиной. Детей нет.
Вторая жена — Виктория Адельфина. У Сергея и Виктории есть дочь Мария (род. 1998). Супруги развелись в 2011 году.

## Творчество

### Роли в театре
- «Коварство и любовь» — трагедия Ф. Шиллера (режиссёр — Михаил Бычков) — Фердинанд (дебют)
- «Береника» — Жан Бати́ст Раси́н — Тит, римский император
- «Сторож» — Гарольд Пинтер (режиссёр — Михаил Бычков) — Мик
- «Персона» — И. Бергман (режиссёр — Михаил Бычков) — господин Фоглер
- «Jamais» (режиссёр — Михаил Бычков) —
- «Провинциальные анекдоты» — А. Вампилов — пьяница-снабженец
- «Маскарад» — М. Лермонтов — Звездич
- «Борис Годунов» — А. С. Пушкин (режиссёр — Д. Доннеллан) — князь Воротынский / Григорий Отрепьев
- «Венецианский купец» (режиссёр — Роберт Стуруа) — Грациано
- «Гедда Габлер» по одноимённой пьесе Генрика Ибсена —
- «Нирвана» (режиссёр — Юрий Грымов) — Драг (Наркотик)
- «Троянской войны не будет» (режиссёр — Александр Галибин) — Гектор
- «39 ступеней» (оригинальная концепция С. Корбла и Н. Даймона) — Ричард Хэнней
- «Не будите спящую собаку» — по пьесе Дж. Пристли (режиссёр — Ольга Шведова) — Роберт / Стэнтон
- «Уроки любви» — лирическая комедия (режиссёр — Валерий Саркисов) — Заломов Иван Иванович

## Фильмография
- 2001 — С днём рождения, Лола! — Бим, киллер
- 2001 — Клетка — Кирилл
- 2002 — Ледниковый период — адвокат Астангов
- 2002 — Солнечный удар — капитан Батуев
- 2003 — Адвокат — Юрий Шевцов, бывший партнёр Зимина
- 2003 — Бедная Настя — Шишкин, помощник директора императорского театра
- 2003 — Оперативный псевдоним — Ринат
- 2003 — На углу, у Патриарших 3 — Чечель
- 2003 — Москва. Центральный округ — Олег Соболевский, эстрадный певец
- 2003 — Пятый Ангел — рэкетир
- 2003 — Игра в модерн
- 2003 — Есть идея — Олег
- 2003 — Другая жизнь — Сергей
- 2003 — Убойная сила-5 (серия «Аномальная зона») — Данила Круглов
- 2004 — Честь имею — Дылев
- 2004 — Слепой — Цыган
- 2004 — Пепел Феникса — Малинин
- 2004 — Молоды и счастливы — Герман, любовник Анны
- 2004 — Любовные авантюры — Ренардьё
- 2004 — Красная площадь — Борис Буряца, солист Большого театра, любовник Галины Брежневой
- 2004 — Дети Арбата — Тухачевский
- 2004 — Даша Васильева 3 — Виталий Орлов
- 2004 — Виола Тараканова. В мире преступных страстей — Фёдор Караулов, он же Ярослав Рюриков
- 2004 — Воры и проститутки — революционер
- 2004 — Бальзаковский возраст, или Все мужики сво… — Юрий, контрразведчик
- 2004 — 32 декабря — Чук
- 2005 — Чёрная богиня — следователь Михаил Вердер
- 2005 — Хиромант — Виктор Сергеевич Стогов, бизнесмен
- 2005 — Туристы — Артур
- 2005 — Побег — Соболев
- 2005 — Охота на изюбря — Брелер
- 2005 — Мошенники — бывший муж Натальи
- 2005 — Есенин — Шнейдер
- 2005 — Девять неизвестных — Тимочкин, претендент на работу в банке
- 2005 — Гибель империи — Каревский
- 2005 — Атаман — капитан Негретов
- 2006 — Соблазн — Андрей, муж Ольги
- 2006 — Сёстры по крови — Сергей, замдиректора «СуперНики»
- 2006 — Рассмешить Бога — Стас, муж Светланы
- 2006 — Петя Великолепный — Родион Стрелецкий
- 2006 — Острог. Дело Фёдора Сеченова — следователь Ступин
- 2006 — Любовь и страхи Марии — врач-психоаналитик
- 2006 — Иван Подушкин. Джентльмен сыска — Фома Затейников, телеведущий
- 2006 — Тайная стража — Роман
- 2006 — Всегда говори «Всегда» 3 — Алексей
- 2006 — Девочки
- 2006 — Бомж — Илья Якименко, адвокат
- 2007 — Суженый-ряженый — Эдуард Юрьевич Гусаров
- 2007 — Одна любовь на миллион — Ларри
- 2007 — На пути к сердцу — Седой
- 2007 — Королёв — Сергей Павлович Королёв
- 2007 — Иное
- 2007 — 2010 — Гаишники — Сергей Владимирович Лавров, капитан ГИБДД, бывший старший лейтенант/майор спецподразделения при МВД
- 2008 — Трюкачи — олигарх
- 2008 — Репортёры — Граубе, адвокат
- 2008 — Парижане — Ветров
- 2008 — Парадокс — пилот
- 2008 — Новогодняя засада — Андрей Воронин, капитан милиции, хмурый опер
- 2008 — Непобедимый — Михаил Шеринг
- 2008 — 45 см — Антон Вагнер
- 2008 — Шальной Ангел — Владислав Мощенко, муж Валентины
- 2008 — Птица счастья — Андрей Хныкин
- 2008 — Начать сначала. Марта — Сергей
- 2009 — Ледяная страсть — Виктор, начальник охраны бизнесмена
- 2009 — Снежный человек — Георгий Неволин
- 2009 — Вердикт — Борис Анатольевич Лудов, обвиняемый
- 2009 — Красное на белом
- 2009 — Принцесса и нищенка — Виталий Сенцов
- 2009 — Крест в круге — барон Липгардт
- 2009 — Побег из «Новой жизни» — Михаил
- 2010 — Была любовь — Олег, чиновник, отец Жени
- 2010 — Энигма — Сергей Авдеев, металлургический магнат
- 2010 — Я тебя никогда не забуду — Григорий Иванович Жилин
- 2010 — Застывшие депеши — Виталий Николаевич Ермолов, подполковник отдела Службы финансовой безопасности
- 2011 — А счастье где-то рядом — Матвей Викторович Вольский, руководитель клуба бальных танцев
- 2011 — Контригра — Олаф фон Либенфельс, штурмбанфюрер СС
- 2011 — Жених по объявлению — Павел Словцов
- 2011 — Дом на краю — Андрей, бывший муж Анны
- 2012 — Счастливый билет — Пётр Галимин
- 2012 — Ой, ма-моч-ки! — Михаил Сергаков, кинозвезда
- 2012 — В Россию за любовью! — Владимир, муж Марии
- 2012 — Мой любимый гений — Денис Евгеньевич Шмаков
- 2012 — Тайны института благородных девиц — Владимир Воронцов, граф[1]
- 2012 — Белый мавр, или Интимные истории о моих соседях — Сергей Бодров, адвокат
- 2013 — Там, где есть счастье для меня — Сергей, муж Надежды
- 2013 — Петля времени — Владимир Сергеевич Воронцов
- 2013 — Вероника. Беглянка — Виктор
- 2013 — Убийство на 100 миллионов — Антон, член мафиозной группировки
- 2014 — Куда уходит любовь — Стас, бизнесмен, муж Натальи
- 2014 — Ты меня любишь? — Фёдор Михайлович Капица, прокурор
- 2014 — На глубине — Андрей Николаевич Дорин
- 2014 — Косатка — Макс Круглов, майор, начальник оперативного отдела полиции
- 2014 — Дорога домой — Данила Тарасов, старший лейтенант МЧС России
- 2015 — Во имя любви — Влад, компаньон Андрея
- 2015 — Озабоченные, или Любовь зла — Дмитрий, актёр телесериала «Озеро любви»
- 2015 — Временно недоступен — Александр Козырев, сожитель Валерии Ивлевой
- 2016 — Сын моего отца — Борис Аркадьевич Романов, нейрохирург из Москвы, заместитель главного врача клиники в Озёрске, брат Глеба
- 2016 — Джинн — Юрий Скороходов, коллега Веры Демидовой
- 2017 — Максимальный удар — сотрудник ФСБ
- 2017 — Волшебник — Юрий Ильин, актёр
- 2017 — Под напряжением — Андрей Ильич Высоков, клинический психолог
- 2018 — За гранью реальности — Виктор, владелец казино
- 2018 — Оборванная мелодия — Алик (Давид), игрок в покер
- 2019 — Бархатный сезон — Эдуард Викторович, друг семьи Зарецких, жених Марии Зарецкой, кандидат на должность губернатора
- 2019 — Случайный кадр — Михаил Филиппович Кустас, продюсер
- 2020 — Пересуд — Андрей Алексеевич Фёдоров, олигарх
- 2021 — Девушки с Макаровым — Виталий Леонидович Саламатин, полковник полиции, начальник РОВД «Бутово»
- 2021 — Везёт — мэр Северогорска
- 2023 — Девушка из прошлого — глава строительной компании Роман, отец Андрея
- 2023 — Невидимая нить — Андрей Румянцев
- 2024 — Семейные призраки — Георгий Дёмин
- 2025 — Свидетели — Максим, бизнесмен, любовник Вики

## Клипы
- 2001 — «Любовь — холодная война» (исп. Татьяна Лихачёва)
- 2006 — «Переживу» (исп. Алёна Кравец)

## Признание и награды
- 2001 — лауреат российской театральной премии «Чайка» в номинации «Роковой мужчина» — за роль в спектакле «Геда Габлер» на сцене Театра «Сатирикон» имени Аркадия Райкина[5].
- 2007 — приз зрительских симпатий XV Международного фестиваля актёров кино «Созвездие» (Тверь) Гильдии актёров кино России — за роль Сергея Павловича Королёва в биографическом фильме «Королёв» режиссёра Юрия Кары[6].